# Peruanska vaterpolska reprezentacija
Peruanska vaterpolska reprezentacija predstavlja državu Peru u športu vaterpolu. 

## Nastupi na Razvojnom trofeju FINA-e
- 2011.: 8. mjesto
- 2013.: 11. mjesto
- 2017.: 5. mjesto